# Barco Reale di Carmignano
Unter der Bezeichnung Barco Reale di Carmignano werden italienische Rot- und Roséweine in der toskanischen Provinz Prato erzeugt. Die Weine besitzen seit 1975 eine „kontrollierte Herkunftsbezeichnung“ (Denominazione di origine controllata – DOC), die zuletzt am 7. März 2014 aktualisiert wurde.

## Erzeugung
Sowohl der Barco Reale di Carmignano (Rotwein) als auch der Barco Reale di Carmignano Rosato werden aus folgenden Rebsorten erzeugt:
- mindestens 50 % Sangiovese
- höchstens 20 % Canaiolo nero
- 10–20 % Cabernet Franc und Cabernet Sauvignon – einzeln oder gemeinsam
- höchstens 10 % Trebbiano toscano, Canaiolo bianco und Malvasia – einzeln oder gemeinsam
- höchstens 10 % andere rote Rebsorten, die für den Anbau in der Region Toskana zugelassen sind, dürfen zugesetzt werden.

## Anbau
Der Anbau ist ausschließlich auf dem Gebiet der Gemeinden Carmignano und Poggio a Caiano in der Provinz Prato gestattet.

## Beschreibung
Gemäß der Denomination:

### Barco Reale di Carmignano
- Farbe: lebhaftes Rubinrot, hell
- Geruch: weinig mit intensivem Duft, fruchtig
- Geschmack: trocken, fruchtig, frisch, vollmundig, harmonisch
- Alkoholgehalt: mindestens 11,0 Vol.-%
- Säuregehalt: mind. 4,5 g/l
- Trockenextrakt: mind. 20,0 g/

### Barco Reale di Carmignano Rosato
- Farbe: mehr oder weniger intensiv rosé, manchmal mit rubinroten Reflexen
- Geruch: fruchtig, mehr oder weniger intensiv weinig, charakteristisch
- Geschmack: trocken, frisch, angenehm säuerlich, harmonisch
- Alkoholgehalt: mindestens 11,0 Vol.-%
- Säuregehalt: mind. 4,5 g/l
- Trockenextrakt: mind. 16,0 g/